# Lete (Migdonia)
Lete (en griego Λήτη) es una localidad de Grecia que pertenece al municipio de Oreokastro y a la unidad municipal de Migdonia. En 2011 la comunidad local de Lete tenía 3523 habitantes y el pueblo tenía 3302.

## Historia
La antigua ciudad de Lete aparece mencionada por diversas fuentes literarias como Plinio el Viejo o Esteban de Bizancio, así como por fuentes epigráficas y monedas. Se conservan monedas de Lete que se han fechado en torno a 530-480 a. C. con la inscripción «ΛΕΤΑΙΟΝ». Además, aparece documentado en la lista de teorodocos de Nemea del año 323/2 a. C.